# NunaMinerals
NunaMinerals A/S var ett grönländskt företag, som bedrev mineralprospektering på Grönland. Det grundades av Grönlands Hjemmestyre 1998, som inledningsvis var ensam ägare. 1999 övertog företaget mineralverksamheterna från Nunaoil, som därmed blev ett rent oljebolag. 2001 inleddes en delvis privatisering av NunaMinerals, följd av introduktion på internetbörsen Dansk Autoriseret Markedsplads. Sedan 2008 var företaget noterat på Nasdaq OMX Copenhagen. I början av 2011 hade NunaMinerals fler än 2100 aktieägare. 2015 gick företaget i konkurs. 
Företaget sökte i först hand efter guld, sällsynta jordartsmetaller och wolfram, men hade också koncessioner för diamanter, platinummetaller, nickel och koppar. De viktigaste licenserna för guld var Vagar och Hugin i sydligaste Grönland (Område omtalas som Nanortalik Gold Province.)